# La lontananza nostalgica utopica futura
La lontananza nostalgica utopica futura. Madrigale per più “caminantes” con Gidon Kremer es una composición de Luigi Nono, escrita para violín solista y cinta de ocho pistas. Fue compuesta entre 1988 y 1989, como un encargo del violinista letón Gidon Kremer. La obra está dedicada al compositor Salvatore Sciarrino.

## Contexto histórico
La pieza fue compuesta en un momento histórico importante, pues se acercaba el fin de la Guerra Fría. Luigi Nono fue un compositor comprometido con las ideas de izquierda y el marxismo influyó profundamente en su obra.
Gidon Kremer y Nono se conocieron en 1987. Tuvieron una afinidad de inmediato y se decidieron a colaborar juntos, por lo que Kremer le encargó una pieza, la cual sería presentado en el Festival de Berlín de 1988. Entre el 15 y 19 de febrero de 1988, Kremer visitó a Nono en el Estudio Experimental de la Fundación Heinrich Strobel en Fibrugo, donde por varias horas grababan.
Aunque la obra se estrenó, Nono tuvo complicaciones para terminar la parte del violín, y luego de la primera interpretación, hizo una revisión exhaustiva de toda la obra. La obra en su nueva versión fue terminada en enero de 1989, la cual fue vuelta a interpretar por Kremer, y fue grabada para el sello Deutsche Grammophon.

La obra fue dedicada a Salvatore Sciarrino, y él hizo algunas observaciones con respecto al título de la obra, que hacía alusión a una obra suya:
Una referencia complementaria a una de mis obras antiguas de 1977, All’aure in una lontananza. Hasta entonces, el término lontananza (distancia) sólo existía como concepto en la poesía barroca. Por su parte La lontananza nostalgica utopica futura es un título original, incluso una metáfora estética única, a pesar de que en realidad se refiere a un círculo cercano de autores queridos por Nono. En términos de traducción conceptual: el pasado reflejado en el presente (nostálgica) genera una utopía creativa (utopica), el deseo por lo conocido se convierte en vehículo de lo que será posible (futura) a través del medio de la distancia.
Luigi Nono falleció en 1990, un año después del estreno de La lontantanza.

## Estructura
La obra está compuesta por seis movimientos:
1. Leggio I
2. Leggio II
3. Leggio III
4. Leggio IV
5. Leggio V
6. Leggio VI

## Análisis
Para realizar la composición, siete meses antes del día planeado para el estreno, Nono grabó a Kremer, para tener las pistas que también formarían parte de la obra. La pieza tiene una estructura particular. La parte del violín solo está dividida en seis partes, y aunque tiene un orden fijo, cada partitura está distribuida en seris distintos atriles, los cuales se distribuyen por el auditorio. Debido a esto, quien interpreta tiene que caminar de un atril a otro, por eso el subtítulo de la pieza es Madrigale per più “caminantes” (Madrigal para muchos 'caminantes'). El compositor solicita que se dejen algunos lugares vacíos, lo que le añade a la interpretación un grado de imprevisibilidad.
La parte grabada, originalmente en cinta aunque posteriormente reproducida por medios digitales, es reproducida en ocho altavoces distintos, los cuales son manipulados por un técnico de sonido, quien puede subir o atenuar cualquier canal. El sonido grabado por Nono comprende tanto las interpretaciones de Kremer como otros sonidos incidentales, como el roce de muebles, ruido de estudio, el violín siendo afinado, charlas, entre otros.
La grabación de Kremer en las pistas que acompañan al violín solista están presentes en cualquier interpretación de la obra, convirtiéndose para cualquier violinista en "un fantasma con el que lidiar". Al respecto, la violinista Aisha Orazbayeva, quien ha interpretado la obra, señala:  "Cuando toco la pieza, olvido que es Kremer [...]. Escucho violín en la grabación y violín debajo de mi oído, pero a menudo te confundes cuál está en vivo y cuál sale por los parlantes. Ambos violinistas simplemente se convierten en fuentes de sonido, solo pistas: tiras magnéticas controladas por Nono".

## Grabaciones
- La lontananza nostalgica utopica futura / “Hay que caminar” soñando. Gidon Kremer, violín. Deutsche Grammophon, 1992[3]
- Luigi Nono 2: La Lontananza Nostalgica Utopica Futura. Irvine Arditti, violín; André Richard, proyección sonora. Disques Montaigne, 1992[4]
- Luigi Nono: La lontananza nostalgica utopica futura. Melise Mellinger, violín; Salvatore Sciarrino, proyección sonora. WDR, 2002[5]
- Luigi Nono: La lontananza nostalgica utopica futura. Marco Fusi, Pierluigi Billone. Kairos, 2020[6]